# کستر سمنیا
مُکگادی کَستر سِمِنیا (به انگلیسی: Mokgadi Caster Semenya) (زادهٔ ۷ ژانویهٔ ۱۹۹۱) ورزشکار دو نیمه‌استقامت اهل آفریقای جنوبی است. او در ۲۰۰۹ برلین مدال طلای دو ۸۰۰ متر زنان را با زمان ۱:۵۵٫۴۵ برنده شد. سمنیا همچنین در ۲۰۱۱ دئگو و بازی‌های المپیک تابستانی ۲۰۱۲ برندهٔ مدال برنز دو ۸۰۰ متر شده است.
پس از پیروزی سمنیا در مسابقات جهانی ۲۰۰۹ میلادی، اعلام شد که جنسیت او مورد بررسی قرار گرفته است. او سپس از رقابت‌های بین‌المللی خارج شد تا این‌که اتحادیهٔ بین‌المللی فدراسیون‌های دو و میدانی در ۶ ژوئیهٔ ۲۰۱۰ به او اجازه داد به رقابت‌ها بازگردد.

## آغاز زندگی و تحصیلات
سمنیا در روستای گا-ماسه‌لانگ در نزدیکی پولوکوین در آفریقای جنوبی زاده و در روستای فایرلی در استان شمالی لیمپوپو آفریقای جنوبی بزرگ شد. او سه خواهر و یک برادر دارد و گفته می‌شود در کودکی رفتارهای پسرانه داشته است.
سمنیا به مدرسهٔ انتما رفت و اکنون در دانشگاه پرتوریا علوم ورزش می‌خواند. او دو را به‌عنوان تمرین فوتبال آغاز کرد.